# Eleccions parlamentàries armènies de 2021
Les eleccions parlamentàries armènies de 2007 es van celebrar el 20 de juny de 2021 per a renovar els 101 diputats de l'Assemblea Nacional Armènia. El més votat fou el partit del president en funcions Nikol Paixinian, Tractat Civil amb el 54% dels vots. La participació fou del 49,4%.
Les eleccions s'havien previst inicialment per al 9 de desembre de 2023, però es van convocar abans a causa de la crisi política que va seguir la guerra de l'Alt Karabakh de 2020 i a un suposat intent de cop d'Estat el febrer de 2021.